# Campeonato Africano das Nações de 2019
O Campeonato Africano das Nações (português angolano), Taça das Nações Africanas (português europeu) ou Copa Africana de Nações (português brasileiro) de 2019 foi a 32ª edição do torneio organizado pela Confederação Africana de Futebol (CAF). A competição contou com 24 equipes pela primeira vez, além de ter a sua realização durante os meses de junho e julho.
Inicialmente, o torneio seria disputado nos Camarões. Entretanto, o país não foi liberado para sediar em virtude do não cumprimento de algumas condições de conformidade estabelecidas pela confederação. Em 8 de janeiro de 2019, a CAF decidiu que o Egito substituiria Camarões como sede da competição.

## Candidatura e substituição
Seis países expressaram interesse em sediar a Copa Africana de Nações de 2019 ou 2021, mas quatro apresentaram uma candidatura: Argélia, Camarões, Guiné e Costa do Marfim. Camarões ganhou a disputa, porém a falta de infraestrutura (atraso na preparação dos estádios), a presença do grupo terrorista Boko Haram e a crise anglófona fizeram com que a CAF tirasse o direito do país de sediar a competição em 30 de novembro de 2018. Marrocos, que sediaria a edição de 2015 e desistiu em decorrência do surto de vírus Ebola, tornou-se o favorito para substituir Camarões na condição de país-sede. Egito e África do Sul também entraram na disputa, com o país do norte africano sendo escolhido.

## Patrocínio
Em julho de 2016, a gigante petrolífera francesa Total assegurou um pacote de patrocínio de oito anos com a Confederação Africana de Futebol para apoiar dez das suas principais competições, incluindo a Copa Africana de Nações de 2019. Somando-se a isso, em 13 de maio de 2019 a fabricante internacional de pneus Continental anunciou que sua Divisão de Pneus será Patrocinadora Oficial da Copa Africana de Nações até 2023 como parte de um acordo assinado com a CAF. Além desta edição do torneio, o extenso pacote de direitos do contrato de patrocínio inclui as próximas duas edições da AFCON em 2021 e 2023 que serão realizadas nos Camarões e Costa do Marfim, respectivamente.

## Marketing

### Bola oficial
A icônica marca esportista Umbro se tornou a fornecedora exclusiva de bolas para a Copa Africana de Nações. A bola oficial, chamada Neo Pro, foi revelada em 29 de maio de 2019.

### Mascote
O Comitê Organizador da Copa Africana de Nações de 2019 revelou, em 19 de maio, o mascote oficial: TUT. Inspirada no faraó egípcio Tutancâmon, a criança de 12 anos possui uma vestimenta que recorda as cores da bandeira do Egito, além de trazer o logotipo da competição centralizado em sua camisa.

## Sedes oficiais
| Estádio Internacional do Cairo | Estádio 30 de Junho   | Estádio Al Salam    |
| Capacidade: 74 100             | Capacidade: 30 000    | Capacidade: 30 000  |
|                                |                       |                     |
| Suez                           | Alexandria            | Ismaília            |
| Estádio de Suez                | Estádio de Alexandria | Estádio de Ismaília |
| Capacidade: 25 000             | Capacidade: 19 676    | Capacidade: 18 525  |
|                                |                       |                     |

## Eliminatórias

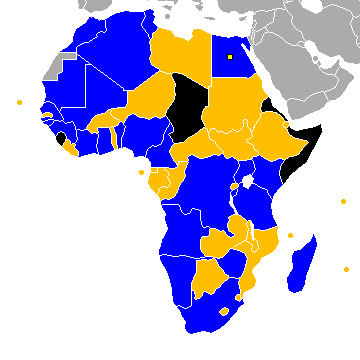
Classificado
Não se classificou
Não participou
Não filiado à CAF

As eliminatórias foram compostas de duas fases, sendo a primeira disputada em jogos de ida e volta entre as 6 seleções piores classificadas. Na segunda e última fase, disputada no sistema de grupos, entraram as 45 seleções de melhor ranking, incluindo o país anfitrião, mais as restantes da etapa anterior, divididas em doze grupos de quatro equipes cada. As duas melhores equipes de cada grupo se classificaram para o torneio.

### Seleções classificadas
| País            | Classificado como                  | Data da classificação  | Participação | Melhor resultado                                   |
| --------------- | ---------------------------------- | ---------------------- | ------------ | -------------------------------------------------- |
| Egito           | 2º colocado do grupo J / Anfitrião | 16 de outubro de 2018  | 24ª          | Campeão (1957, 1959, 1986, 1998, 2006, 2008, 2010) |
| Senegal         | Vencedor do grupo A                | 16 de outubro de 2018  | 15ª          | Vice-campeão (2002)                                |
| Madagascar      | 2º colocado do grupo A             | 16 de outubro de 2018  | 1ª           | Estreante                                          |
| Tunísia         | Vencedor do grupo J                | 16 de outubro de 2018  | 19ª          | Campeã (2004)                                      |
| Marrocos        | Vencedor do grupo B                | 17 de novembro de 2018 | 17ª          | Campeão (1976)                                     |
| Mali            | Vencedor do grupo C                | 17 de novembro de 2018 | 11ª          | Vice-campeão (1972)                                |
| Nigéria         | Vencedor do grupo E                | 17 de novembro de 2018 | 18ª          | Campeã (1980, 1994, 2013)                          |
| Uganda          | Vencedor do grupo L                | 17 de novembro de 2018 | 7ª           | Vice-campeã (1978)                                 |
| Argélia         | Vencedor do grupo D                | 18 de novembro de 2018 | 18ª          | Campeã (1990)                                      |
| Guiné           | Vencedor do grupo H                | 18 de novembro de 2018 | 12ª          | Vice-campeã (1976)                                 |
| Costa do Marfim | 2º colocado do grupo H             | 18 de novembro de 2018 | 23ª          | Campeã (1992, 2015)                                |
| Mauritânia      | 2º colocado do grupo I             | 18 de novembro de 2018 | 1ª           | Estreante                                          |
| Gana            | Vencedor do grupo F                | 30 de novembro de 2018 | 22ª          | Campeã (1963, 1965, 1978, 1982)                    |
| Quénia          | 2º colocado do grupo F             | 30 de novembro de 2018 | 6ª           | Fase de grupos (1972, 1988, 1990, 1992, 2004)      |
| Angola          | Vencedor do grupo I                | 22 de março de 2019    | 8ª           | Quartas de final (2008, 2010)                      |
| Camarões        | 2º colocado do grupo B             | 23 de março de 2019    | 19ª          | Campeão (1984, 1988, 2000, 2002, 2017)             |
| Burundi         | 2º colocado do grupo C             | 23 de março de 2019    | 1ª           | Estreante                                          |
| Guiné-Bissau    | Vencedor do grupo K                | 23 de março de 2019    | 2ª           | Fase de grupos (2017)                              |
| Namíbia         | 2º colocado do grupo K             | 23 de março de 2019    | 3ª           | Fase de grupos (1998, 2008)                        |
| Benim           | 2º colocado do grupo D             | 24 de março de 2019    | 4ª           | Fase de grupos (2004, 2008, 2010)                  |
| África do Sul   | 2º colocado do grupo E             | 24 de março de 2019    | 10ª          | Campeã (1996)                                      |
| Zimbabwe        | Vencedor do grupo G                | 24 de março de 2019    | 4ª           | Fase de grupos (2004, 2006, 2017)                  |
| RD Congo        | 2º colocado do grupo G             | 24 de março de 2019    | 19ª          | Campeão (1968, 1974)                               |
| Tanzânia        | 2º colocado do grupo L             | 24 de março de 2019    | 2ª           | Fase de grupos (1980)                              |

## Sorteio
O sorteio foi realizado em 12 de abril de 2019 de frente para a Esfinge e as Pirâmides em Gizé, Egito.
As 24 equipes divididas em quatro potes foram sorteadas em seis grupos de 4 integrantes. A distribuição dos potes levou em consideração o ranking da FIFA publicado em 4 de abril de 2019 (indicado entre parênteses), adquirindo a seguinte composição:
| Pote 1 | Pote 2                                                                         | Pote 3                                                                                   | Pote 4                                                                                    |
| --- | ------------------------------------------------------------------------------ | ---------------------------------------------------------------------------------------- | ----------------------------------------------------------------------------------------- |
| Egito (57) (anfitrião) Camarões (54) (detentor do título) Senegal (23) Tunísia (28) Nigéria (42) Marrocos (45) | RD Congo (46) Gana (49) Mali (65) Costa do Marfim (65) Guiné (68) Argélia (70) | África do Sul (73) Uganda (79) Benim (91) Mauritânia (103) Madagascar (107) Quénia (108) | Zimbabwe (110) Namíbia (113) Guiné-Bissau (118) Angola (122) Tanzânia (131) Burundi (136) |

## Convocações
Um total de 23 jogadores foram convocados em cada uma das seleções classificadas, sendo obrigatoriamente três goleiros.

## Equipe de arbitragem
Vinte e sete árbitros e vinte e nove árbitros assistentes foram selecionados para um curso preparatório marcado para 28 de abril a 5 de maio de 2019 em Rabat, Marrocos, como parte da preparação para a competição. Neste curso, também foram discutidas as alterações nas regras do futebol aprovadas pela IFAB, nas quais entraram em vigor em 1 de junho de 2019 e serão implementadas durante o torneio. Em 6 de junho, a lista final dos árbitros selecionados foi divulgada contendo vinte e seis árbitros e trinta árbitros assistentes.
Árbitros:
- RSA Victor Gomes
- ANG Hélder Martins de Carvalho
- ALG Mustapha Ghorbal
- BOT Joshua Bondo
- BDI Pacifique Ndabihawenimana
- CMR Alioum Alioum
- EGY Gehad Grisha
- EGY Amin Omar
- EGY Ibrahim Nour El Din
- ETH Bamlak Tessema Weyesa
- GAB Eric Otogo-Castane
- GAM Bakary Gassama
- MAD Andofetra Rakotojaona
- MLI Mahamadou Keita
- MAR Rédouane Jiyed
- MAR Noureddine El Jaafari
- MRI Ahmad Imtehaz Heeralall
- MTN Beida Dahane
- KEN Peter Waweru
- COD Jean-Jacques Ndala Ngambo
- RWA Louis Hakizimana
- SEN Maguette N'Diaye
- SEN Issa Sy
- SEY Bernard Camille
- TUN Sadok Selmi
- TUN Youssef Essrayri
- TUN Haythem Guirat
- ZAM Janny Sikazwe

Árbitros assistentes:
- RSA Zakhele Thusi Siwela
- ANG Jerson Emiliano Dos Santos
- ALG Mokrane Gourari
- ALG Abdelhak Etchiali
- BUR Seydou Tiama
- CMR Nguegoue Elvis Guy Noupue
- CMR Evarist Menkouande
- CHA Issa Yaya
- COM Soulaimane Almadine
- EGY Tahssen Abo El Sadat
- EGY Abouelregal Mahmoud
- EGY Ahmed Hossam Taha
- ERI Tesfagiorghis Berhe
- ETH Samuel Temesgin
- GUI Sidibe Sidiki
- LES Souru Phatsoane
- LBA Attia Amsaaed
- MAD Lionel Andrianantenaina
- MAR Azgaou Lahcen
- MAR Mustapha Akarkad
- MOZ Arsenio Maringule
- NIG Mahamadou Yahaya
- KEN Gilbert K. Cheruiyot
- COD Oliver Safari
- SEN El Hadji Malick Samba
- SUD Mohammed Ibrahim
- SUD Waleed Ahmed Ali
- TUN Yamen Mellouchi
- TUN Anouar Hmila
- UGA Mark Ssonko

### Árbitros assistentes de vídeo
A Federação Egípcia de Futebol anunciou que o árbitro assistente de vídeo (VAR) será introduzido na competição a partir das quartas de final.

## Transmissão
No Brasil, o serviço de streaming DAZN transmitiu, de maneira exclusiva, os jogos da competição em sua plataforma.

## Fase de grupos
As duas melhores equipes de cada grupo, juntamente com as quatro melhores equipes da terceira colocação, avançam para as oitavas de final.
|  | Equipes classificadas às oitavas de final |
|  | Equipes eliminadas                        |

Todas as partidas seguem o horário local (UTC+2).

### Critérios de desempate
Em caso de igualdade entre duas equipes ao final das partidas do grupo, estas serão classificadas de acordo com os seguintes critérios em ordem listados abaixo:
1. Maior número de pontos obtidos nos jogos entre as duas equipes envolvidas.
2. Maior diferença de gols (SG) em todas as partidas do grupo.
3. Maior número de gols marcados (GP) em todas as partidas do grupo.
4. Um sorteio realizado pelo Comitê Organizador.

Para igualdades entre mais de duas equipes, repetem-se continuamente os critérios 1, 2 e 3 já mencionados, porém aplicados exclusivamente nas partidas entre as equipes envolvidas. Se este procedimento ainda não permitir a separação, os critérios 2, 3 e 4 são retomados para as equipes restantes.

### Grupo A
| Pos | Equipe    | Pts | J | V | E | D | GP | GC | SG | Classificado        |
| --- | --------- | --- | - | - | - | - | -- | -- | -- | ------------------- |
| 1   | Egito (H) | 9   | 3 | 3 | 0 | 0 | 5  | 0  | +5 | Avança próxima fase |
| 2   | Uganda    | 4   | 3 | 1 | 1 | 1 | 3  | 3  | 0  | Avança próxima fase |
| 3   | RD Congo  | 3   | 3 | 1 | 0 | 2 | 4  | 4  | 0  | Avança próxima fase |
| 4   | Zimbabwe  | 1   | 3 | 0 | 1 | 2 | 1  | 6  | −5 |                     |

| 21 de junho | Egito         | 1 – 0     | Zimbabwe | Estádio Internacional do Cairo, Cairo      |
| 22:00       | Trézéguet 41' | Relatório |          | Público: 73 299 Árbitro: CMR Alioum Alioum |

| 22 de junho | RD Congo | 0 – 2     | Uganda               | Estádio Internacional do Cairo, Cairo      |
| 16:30       |          | Relatório | Kaddu 14' · Okwi 48' | Público: 1 083 Árbitro: MAR Rédouane Jiyed |

| 26 de junho | Uganda   | 1 – 1     | Zimbabwe    | Estádio Internacional do Cairo, Cairo           |
| 19:00       | Okwi 12' | Relatório | Billiat 40' | Público: 73 589 Árbitro: GAB Eric Otogo-Castane |

| 26 de junho | Egito                         | 2 – 0     | RD Congo | Estádio Internacional do Cairo, Cairo     |
| 22:00       | A. Elmohamady 25' · Salah 43' | Relatório |          | Público: 74 219 Árbitro: RSA Victor Gomes |

| 30 de junho | Uganda | 0 – 2     | Egito                           | Estádio Internacional do Cairo, Cairo         |
| 21:00       |        | Relatório | Salah 36' · A. Elmohamady 45+1' | Público: 74 566 Árbitro: SEN Maguette N'Diaye |

| 30 de junho | Zimbabwe | 0 – 4     | RD Congo                                               | Estádio 30 de Junho, Cairo                   |
| 21:00       |          | Relatório | Bolingi 4' · Bakambu 34', 65' (pen) · Assombalonga 78' | Público: 4 364 Árbitro: ALG Mustapha Ghorbal |

### Grupo B
| Pos | Equipe     | Pts | J | V | E | D | GP | GC | SG | Classificado        |
| --- | ---------- | --- | - | - | - | - | -- | -- | -- | ------------------- |
| 1   | Madagascar | 7   | 3 | 2 | 1 | 0 | 5  | 2  | +3 | Avança próxima fase |
| 2   | Nigéria    | 6   | 3 | 2 | 0 | 1 | 2  | 2  | 0  | Avança próxima fase |
| 3   | Guiné      | 4   | 3 | 1 | 1 | 1 | 4  | 3  | +1 | Avança próxima fase |
| 4   | Burundi    | 0   | 3 | 0 | 0 | 3 | 0  | 4  | −4 |                     |

| 22 de junho | Nigéria    | 1 – 0     | Burundi | Estádio de Alexandria, Alexandria           |
| 19:00       | Ighalo 77' | Relatório |         | Público: 3 192 Árbitro: SEY Bernard Camille |

| 22 de junho | Guiné                       | 2 – 2     | Madagascar                     | Estádio de Alexandria, Alexandria     |
| 22:00       | Kaba 34' · Kamano 66' (pen) | Relatório | Abel 49' · Andriamatsinoro 55' | Público: 5 342 Árbitro: EGY Amin Omar |

| 26 de junho | Nigéria    | 1 – 0     | Guiné | Estádio de Alexandria, Alexandria                       |
| 16:30       | Omeruo 73' | Relatório |       | Público: 10 388 Árbitro: ANG Hélder Martins de Carvalho |

| 27 de junho | Madagascar        | 1 – 0     | Burundi | Estádio de Alexandria, Alexandria          |
| 16:30       | Ilaimaharitra 76' | Relatório |         | Público: 4 900 Árbitro: TUN Haythem Guirat |

| 30 de junho | Madagascar                              | 2 – 0     | Nigéria | Estádio de Alexandria, Alexandria          |
| 18:00       | Nomenjanahary 13' · Andriamatsinoro 53' | Relatório |         | Público: 9 895 Árbitro: GAM Bakary Gassama |

| 30 de junho | Burundi | 0 – 2     | Guiné            | Estádio Al Salam, Cairo                           |
| 18:00       |         | Relatório | Yattara 25', 52' | Público: 5 753 Árbitro: MAR Noureddine El Jaafari |

### Grupo C
| Pos | Equipe   | Pts | J | V | E | D | GP | GC | SG | Classificado        |
| --- | -------- | --- | - | - | - | - | -- | -- | -- | ------------------- |
| 1   | Argélia  | 9   | 3 | 3 | 0 | 0 | 6  | 0  | +6 | Avança próxima fase |
| 2   | Senegal  | 6   | 3 | 2 | 0 | 1 | 5  | 1  | +4 | Avança próxima fase |
| 3   | Quénia   | 3   | 3 | 1 | 0 | 2 | 3  | 7  | −4 |                     |
| 4   | Tanzânia | 0   | 3 | 0 | 0 | 3 | 2  | 8  | −6 |                     |

| 23 de junho | Senegal                | 2 – 0     | Tanzânia | Estádio 30 de Junho, Cairo              |
| 19:00       | Keita 28' · Diatta 64' | Relatório |          | Público: 7 249 Árbitro: TUN Sadok Selmi |

| 23 de junho | Argélia                          | 2 – 0     | Quénia | Estádio 30 de Junho, Cairo                  |
| 22:00       | Bounedjah 34' (pen) · Mahrez 43' | Relatório |        | Público: 8 071 Árbitro: MLI Mahamadou Keita |

| 27 de junho | Senegal | 0 – 1     | Argélia     | Estádio 30 de Junho, Cairo                 |
| 19:00       |         | Relatório | Belaïli 49' | Público: 25 765 Árbitro: ZAM Janny Sikazwe |

| 27 de junho | Quénia                      | 3 – 2     | Tanzânia               | Estádio 30 de Junho, Cairo                          |
| 22:00       | Olunga 39', 80' · Omolo 62' | Relatório | Msuva 6' · Samatta 40' | Público: 7 233 Árbitro: MRI Ahmad Imtehaz Heeralall |

| 1 de julho | Quénia | 0 – 3     | Senegal                        | Estádio 30 de Junho, Cairo                |
| 21:00      |        | Relatório | Sarr 63' · Mané 71', 78' (pen) | Público: 13 224 Árbitro: EGY Gehad Grisha |

| 1 de julho | Tanzânia | 0 – 3     | Argélia                        | Estádio Al Salam, Cairo                           |
| 21:00      |          | Relatório | Slimani 35' · Ounas 39', 45+1' | Público: 8 921 Árbitro: MAD Andofetra Rakotojaona |

### Grupo D
| Pos | Equipe          | Pts | J | V | E | D | GP | GC | SG | Classificado        |
| --- | --------------- | --- | - | - | - | - | -- | -- | -- | ------------------- |
| 1   | Marrocos        | 9   | 3 | 3 | 0 | 0 | 3  | 0  | +3 | Avança próxima fase |
| 2   | Costa do Marfim | 6   | 3 | 2 | 0 | 1 | 5  | 2  | +3 | Avança próxima fase |
| 3   | África do Sul   | 3   | 3 | 1 | 0 | 2 | 1  | 2  | −1 | Avança próxima fase |
| 4   | Namíbia         | 0   | 3 | 0 | 0 | 3 | 1  | 6  | −5 |                     |

| 23 de junho | Marrocos            | 1 – 0     | Namíbia | Estádio Al Salam, Cairo                      |
| 16:30       | Keimuine 89' (g.c.) | Relatório |         | Público: 6 857 Árbitro: RWA Louis Hakizimana |

| 24 de junho | Costa do Marfim | 1 – 0     | África do Sul | Estádio Al Salam, Cairo                      |
| 16:30       | Kodjia 64'      | Relatório |               | Público: 4 961 Árbitro: ALG Mustapha Ghorbal |

| 28 de junho | Marrocos      | 1 – 0     | Costa do Marfim | Estádio Al Salam, Cairo                    |
| 19:00       | En-Nesyri 23' | Relatório |                 | Público: 27 500 Árbitro: CMR Alioum Alioum |

| 28 de junho | África do Sul | 1 – 0     | Namíbia | Estádio Al Salam, Cairo              |
| 22:00       | Zungu 68'     | Relatório |         | Público: 16 090 Árbitro: SEN Issa Sy |

| 1 de julho | África do Sul | 0 – 1     | Marrocos      | Estádio Al Salam, Cairo                                |
| 18:00      |               | Relatório | Boussoufa 90' | Público: 12 098 Árbitro: COD Jean-Jacques Ndala Ngambo |

| 1 de julho | Namíbia      | 1 – 4     | Costa do Marfim                              | Estádio 30 de Junho, Cairo               |
| 18:00      | Kamatuka 71' | Relatório | Gradel 39' · Die 58' · Zaha 84' · Cornet 89' | Público: 7 530 Árbitro: KEN Peter Waweru |

### Grupo E
| Pos | Equipe     | Pts | J | V | E | D | GP | GC | SG | Classificado        |
| --- | ---------- | --- | - | - | - | - | -- | -- | -- | ------------------- |
| 1   | Mali       | 7   | 3 | 2 | 1 | 0 | 6  | 2  | +4 | Avança próxima fase |
| 2   | Tunísia    | 3   | 3 | 0 | 3 | 0 | 2  | 2  | 0  | Avança próxima fase |
| 3   | Angola     | 2   | 3 | 0 | 2 | 1 | 1  | 2  | −1 |                     |
| 4   | Mauritânia | 2   | 3 | 0 | 2 | 1 | 1  | 4  | −3 |                     |

| 24 de junho | Tunísia          | 1 – 1     | Angola     | Estádio de Suez, Suez                             |
| 19:00       | Msakni 34' (pen) | Relatório | Djalma 73' | Público: 7 345 Árbitro: ETH Bamlak Tessema Weyesa |

| 24 de junho | Mali                                                              | 4 – 1     | Mauritânia         | Estádio de Suez, Suez                                 |
| 22:00       | Diaby 37' · Marega 45' (pen) · A. Traoré II 55' · A. Traoré I 74' | Relatório | El Hacen 72' (pen) | Público: 6 202 Árbitro: COD Jean-Jacques Ndala Ngambo |

| 28 de junho | Tunísia    | 1 – 1     | Mali           | Estádio de Suez, Suez                     |
| 16:30       | Khazri 70' | Relatório | Samassékou 60' | Público: 16 085 Árbitro: BOT Joshua Bondo |

| 29 de junho | Mauritânia | 0 – 0     | Angola | Estádio de Suez, Suez                            |
| 16:30       |            | Relatório |        | Público: 10 120 Árbitro: EGY Ibrahim Nour El Din |

| 2 de julho | Mauritânia | 0 – 0     | Tunísia | Estádio de Suez, Suez                        |
| 21:00      |            | Relatório |         | Público: 7 732 Árbitro: RWA Louis Hakizimana |

| 2 de julho | Angola | 0 – 1     | Mali        | Estádio de Ismaília, Ismaília              |
| 21:00      |        | Relatório | Haidara 37' | Público: 8 135 Árbitro: MAR Rédouane Jiyed |

### Grupo F
| Pos | Equipe       | Pts | J | V | E | D | GP | GC | SG | Classificado        |
| --- | ------------ | --- | - | - | - | - | -- | -- | -- | ------------------- |
| 1   | Gana         | 5   | 3 | 1 | 2 | 0 | 4  | 2  | +2 | Avança próxima fase |
| 2   | Camarões     | 5   | 3 | 1 | 2 | 0 | 2  | 0  | +2 | Avança próxima fase |
| 3   | Benim        | 3   | 3 | 0 | 3 | 0 | 2  | 2  | 0  | Avança próxima fase |
| 4   | Guiné-Bissau | 1   | 3 | 0 | 1 | 2 | 0  | 4  | −4 |                     |

| 25 de junho | Camarões                 | 2 – 0     | Guiné-Bissau | Estádio de Ismaília, Ismaília                     |
| 19:00       | Banana 66' · Bahoken 69' | Relatório |              | Público: 5 983 Árbitro: MAR Noureddine El Jaafari |

| 25 de junho | Gana                     | 2 – 2     | Benim        | Estádio de Ismaília, Ismaília                |
| 22:00       | A. Ayew 9' · J. Ayew 42' | Relatório | Poté 2', 63' | Público: 8 094 Árbitro: TUN Youssef Essrayri |

| 29 de junho | Camarões | 0 – 0     | Gana | Estádio de Ismaília, Ismaília                      |
| 19:00       |          | Relatório |      | Público: 16 724 Árbitro: ETH Bamlak Tessema Weyesa |

| 29 de junho | Benim | 0 – 0     | Guiné-Bissau | Estádio de Ismaília, Ismaília                         |
| 22:00       |       | Relatório |              | Público: 9 212 Árbitro: BDI Pacifique Ndabihawenimana |

| 2 de julho | Benim | 0 – 0     | Camarões | Estádio de Ismaília, Ismaília            |
| 18:00      |       | Relatório |          | Público: 14 120 Árbitro: TUN Sadok Selmi |

| 2 de julho | Guiné-Bissau | 0 – 2     | Gana                     | Estádio de Suez, Suez                          |
| 18:00      |              | Relatório | J. Ayew 46' · Partey 72' | Público: 6 905 Árbitro: GAB Eric Otogo-Castane |

### Melhores terceiros colocados
| Pos | Grp | Equipe        | Pts | J | V | E | D | GP | GC | SG | Classificado        |
| --- | --- | ------------- | --- | - | - | - | - | -- | -- | -- | ------------------- |
| 1   | B   | Guiné         | 4   | 3 | 1 | 1 | 1 | 4  | 3  | +1 | Avança próxima fase |
| 2   | A   | RD Congo      | 3   | 3 | 1 | 0 | 2 | 4  | 4  | 0  | Avança próxima fase |
| 3   | F   | Benim         | 3   | 3 | 0 | 3 | 0 | 2  | 2  | 0  | Avança próxima fase |
| 4   | D   | África do Sul | 3   | 3 | 1 | 0 | 2 | 1  | 2  | −1 | Avança próxima fase |
| 5   | C   | Quénia        | 3   | 3 | 1 | 0 | 2 | 3  | 7  | −4 |                     |
| 6   | E   | Angola        | 2   | 3 | 0 | 2 | 1 | 1  | 2  | −1 |                     |

## Fase final
Na fase final, prorrogação e disputa por pênaltis são utilizadas para decidir o vencedor em caso de empate após o final do tempo normal, com exceção da disputa pelo terceiro lugar, em que ocorrem apenas a disputa por pênaltis.

### Esquema
|  | Oitavas de final        | Oitavas de final    |                     |       | Quartas de final | Quartas de final |                     |                     | Semifinais | Semifinais |  |  | Final | Final |
|  |                         |                     |                     |       |                  |                  |                     |                     |            |            |  |  |       |       |
|  | 5 de julho – Cairo      |                     |                     |       |                  |                  |                     |                     |            |            |  |  |       |       |
|  |                         |                     |                     |       |                  |                  |                     |                     |            |            |  |  |       |       |
|  | Uganda                  | 0                   |                     |       |                  |                  |                     |                     |            |            |  |  |       |       |
|  | Uganda                  | 0                   | 10 de julho – Cairo |       |                  |                  |                     |                     |            |            |  |  |       |       |
|  | Senegal                 | 1                   |                     |       |                  |                  |                     |                     |            |            |  |  |       |       |
|  | Senegal                 | 1                   | Senegal             | 1     |                  |                  |                     |                     |            |            |  |  |       |       |
|  | 5 de julho – Cairo      |                     | Senegal             | 1     |                  |                  |                     |                     |            |            |  |  |       |       |
|  |                         | Benim               | 0                   |       |                  |                  |                     |                     |            |            |  |  |       |       |
|  | Marrocos                | Benim               | 0                   | 1 (1) |                  |                  |                     |                     |            |            |  |  |       |       |
|  | Marrocos                |                     | 14 de julho – Cairo | 1 (1) |                  |                  |                     |                     |            |            |  |  |       |       |
|  | Benim (pen)             | 1 (4)               |                     |       |                  |                  |                     |                     |            |            |  |  |       |       |
|  | Benim (pen)             | 1 (4)               | Senegal (pro)       | 1     |                  |                  |                     |                     |            |            |  |  |       |       |
|  | 7 de julho – Alexandria |                     | Senegal (pro)       | 1     |                  |                  |                     |                     |            |            |  |  |       |       |
|  |                         | Tunísia             | 0                   |       |                  |                  |                     |                     |            |            |  |  |       |       |
|  | Madagascar (pen)        | Tunísia             | 0                   | 2 (4) |                  |                  |                     |                     |            |            |  |  |       |       |
|  | Madagascar (pen)        | 11 de julho – Cairo |                     | 2 (4) |                  |                  |                     |                     |            |            |  |  |       |       |
|  | RD Congo                | 2 (2)               |                     |       |                  |                  |                     |                     |            |            |  |  |       |       |
|  | RD Congo                | 2 (2)               | Madagascar          | 0     |                  |                  |                     |                     |            |            |  |  |       |       |
|  | 8 de julho – Ismaília   |                     | Madagascar          | 0     |                  |                  |                     |                     |            |            |  |  |       |       |
|  |                         | Tunísia             | 3                   |       |                  |                  |                     |                     |            |            |  |  |       |       |
|  | Gana                    | Tunísia             | 3                   | 1 (4) |                  |                  |                     |                     |            |            |  |  |       |       |
|  | Gana                    |                     | 19 de julho – Cairo | 1 (4) |                  |                  |                     |                     |            |            |  |  |       |       |
|  | Tunísia                 | 1 (5)               |                     |       |                  |                  |                     |                     |            |            |  |  |       |       |
|  | Tunísia                 | 1 (5)               | Senegal             | 0     |                  |                  |                     |                     |            |            |  |  |       |       |
|  | 8 de julho – Suez       |                     | Senegal             | 0     |                  |                  |                     |                     |            |            |  |  |       |       |
|  |                         | Argélia             | 1                   |       |                  |                  |                     |                     |            |            |  |  |       |       |
|  | Mali                    | Argélia             | 1                   | 0     |                  |                  |                     |                     |            |            |  |  |       |       |
|  | Mali                    | 11 de julho – Suez  |                     | 0     |                  |                  |                     |                     |            |            |  |  |       |       |
|  | Costa do Marfim         | 1                   |                     |       |                  |                  |                     |                     |            |            |  |  |       |       |
|  | Costa do Marfim         | 1                   | Costa do Marfim     | 1 (3) |                  |                  |                     |                     |            |            |  |  |       |       |
|  | 7 de julho – Cairo      |                     | Costa do Marfim     | 1 (3) |                  |                  |                     |                     |            |            |  |  |       |       |
|  |                         | Argélia (pen)       | 1 (4)               |       |                  |                  |                     |                     |            |            |  |  |       |       |
|  | Argélia                 | Argélia (pen)       | 1 (4)               | 3     |                  |                  |                     |                     |            |            |  |  |       |       |
|  | Argélia                 |                     | 14 de julho – Cairo | 3     |                  |                  |                     |                     |            |            |  |  |       |       |
|  | Guiné                   | 0                   |                     |       |                  |                  |                     |                     |            |            |  |  |       |       |
|  | Guiné                   | 0                   | Argélia             | 2     |                  |                  |                     |                     |            |            |  |  |       |       |
|  | 6 de julho – Alexandria |                     | Argélia             | 2     |                  |                  |                     |                     |            |            |  |  |       |       |
|  |                         | Nigéria             | 1                   |       | Terceiro lugar   | Terceiro lugar   |                     |                     |            |            |  |  |       |       |
|  | Nigéria                 | Nigéria             | 1                   | 3     | Terceiro lugar   | Terceiro lugar   |                     |                     |            |            |  |  |       |       |
|  | Nigéria                 | 10 de julho – Cairo | 10 de julho – Cairo | 3     |                  |                  | 17 de julho – Cairo | 17 de julho – Cairo |            |            |  |  |       |       |
|  | Camarões                | 10 de julho – Cairo | 10 de julho – Cairo | 2     |                  |                  | 17 de julho – Cairo | 17 de julho – Cairo |            |            |  |  |       |       |
|  | Camarões                | Nigéria             | 2                   | 2     | Tunísia          | 0                |                     |                     |            |            |  |  |       |       |
|  | 6 de julho – Cairo      | Nigéria             | 2                   |       | Tunísia          | 0                |                     |                     |            |            |  |  |       |       |
|  |                         | África do Sul       | 1                   |       | Nigéria          | 1                |                     |                     |            |            |  |  |       |       |
|  | Egito                   | África do Sul       | 1                   | 0     | Nigéria          | 1                |                     |                     |            |            |  |  |       |       |
|  | Egito                   |                     |                     | 0     |                  |                  |                     |                     |            |            |  |  |       |       |
|  | África do Sul           | 1                   |                     |       |                  |                  |                     |                     |            |            |  |  |       |       |
|  | África do Sul           | 1                   |                     |       |                  |                  |                     |                     |            |            |  |  |       |       |

### Oitavas de final
| 5 de julho | Marrocos      | 1 – 1 (pro) | Benim        | Estádio Al Salam, Cairo                                |
| 18:00      | En-Nesyri 76' | Relatório   | Adilehou 53' | Público: 7 500 Árbitro: ANG Hélder Martins de Carvalho |

|                          |       | Penalidades                 |  |
| Idrissi Boufal En-Nesyri | 1 – 4 | Verdon Djigla Anaane Séïbou |  |

| 5 de julho | Uganda | 0 – 1     | Senegal  | Estádio Internacional do Cairo, Cairo        |
| 21:00      |        | Relatório | Mané 15' | Público: 6 950 Árbitro: ALG Mustapha Ghorbal |

| 6 de julho | Nigéria                     | 3 – 2     | Camarões                | Estádio de Alexandria, Alexandria         |
| 18:00      | Ighalo 19', 63' · Iwobi 66' | Relatório | Bahoken 41' · N'Jie 44' | Público: 10 000 Árbitro: BOT Joshua Bondo |

| 6 de julho | Egito | 0 – 1     | África do Sul | Estádio Internacional do Cairo, Cairo           |
| 21:00      |       | Relatório | Lorch 85'     | Público: 75 000 Árbitro: GAB Eric Otogo-Castane |

| 7 de julho | Madagascar                 | 2 – 2 (pro) | RD Congo                 | Estádio de Alexandria, Alexandria                 |
| 18:00      | Amada 9' · Andriatsima 77' | Relatório   | Bakambu 21' · Mbemba 90' | Público: 5 890 Árbitro: MAR Noureddine El Jaafari |

|                                 |       | Penalidades                      |  |
| Amada Métanire Fontaine Mombris | 4 – 2 | Tisserand Bakambu M'Poku Bolasie |  |

| 7 de julho | Argélia                              | 3 – 0     | Guiné | Estádio 30 de Junho, Cairo                  |
| 21:00      | Belaïli 24' · Mahrez 57' · Ounas 82' | Relatório |       | Público: 8 205 Árbitro: SEY Bernard Camille |

| 8 de julho | Mali | 0 – 1     | Costa do Marfim | Estádio de Suez, Suez                     |
| 18:00      |      | Relatório | Zaha 76'        | Público: 7 672 Árbitro: ZAM Janny Sikazwe |

| 8 de julho | Gana                | 1 – 1 (pro) | Tunísia      | Estádio de Ismaília, Ismaília            |
| 21:00      | Bedoui 90+2' (g.c.) | Relatório   | Khenissi 73' | Público: 8 890 Árbitro: RSA Victor Gomes |

|                                     |       | Penalidades                     |  |
| Mubarak J. Ayew Ekuban Lumor Partey | 4 – 5 | Sliti Khazri Bronn Meriah Sassi |  |

### Quartas de final
| 10 de julho | Senegal   | 1 – 0     | Benim | Estádio 30 de Junho, Cairo                   |
| 18:00       | Gueye 70' | Relatório |       | Público: 5 798 Árbitro: ALG Mustapha Ghorbal |

| 10 de julho | Nigéria                          | 2 – 1     | África do Sul | Estádio Internacional do Cairo, Cairo       |
| 21:00       | Chukwueze 27' · Troost-Ekong 89' | Relatório | Zungu 71'     | Público: 48 343 Árbitro: MAR Rédouane Jiyed |

| 11 de julho | Costa do Marfim | 1 – 1 (pro) | Argélia      | Estádio de Suez, Suez                             |
| 18:00       | Kodjia 62'      | Relatório   | Feghouli 20' | Público: 8 233 Árbitro: ETH Bamlak Tessema Weyesa |

|                               |       | Penalidades                             |  |
| Kessié Cornet Bony Gradel Die | 3 – 4 | Bensebaini Slimani Delort Ounas Belaïli |  |

| 11 de julho | Madagascar | 0 – 3     | Tunísia                              | Estádio Al Salam, Cairo                   |
| 21:00       |            | Relatório | Sassi 52' · Msakni 60' · Sliti 90+3' | Público: 7 568 Árbitro: CMR Alioum Alioum |

### Semifinais
| 14 de julho | Senegal           | 1 – 0 (pro) | Tunísia | Estádio 30 de Junho, Cairo                        |
| 18:00       | Bronn 101' (g.c.) | Relatório   |         | Público: 9 143 Árbitro: ETH Bamlak Tessema Weyesa |

| 14 de julho | Argélia                                | 2 – 1     | Nigéria    | Estádio Internacional do Cairo, Cairo       |
| 21:00       | Troost-Ekong 40' (g.c.) · Mahrez 90+5' | Relatório | Ighalo 72' | Público: 49 775 Árbitro: GAM Bakary Gassama |

### Disputa pelo terceiro lugar
| 17 de julho | Tunísia | 0 – 1     | Nigéria   | Estádio Al Salam, Cairo   |
| 21:00       |         | Relatório | Ighalo 3' | Árbitro: EGY Gehad Grisha |

### Final
| 19 de julho | Senegal | 0 – 1     | Argélia      | Estádio Internacional do Cairo, Cairo |
| 21:00       |         | Relatório | Bounedjah 2' | Árbitro: CMR Alioum Alioum            |

## Premiações
| Campeonato Africano das Nações de 2019 |
| Argélia                                |
| -------------------------------------- |
| Argélia Campeã (2.º título)            |

### Individuais
| Prêmio Chuteira de Ouro | Prêmio Bola de Ouro | Prêmio Luva de Ouro | Prêmio Melhor Jogador Jovem |
| ----------------------- | ------------------- | ------------------- | --------------------------- |
| NGR Odion Ighalo        | ALG Ismaël Bennacer | ALG Raïs M'Bolhi    | SEN Krépin Diatta           |
| Prêmio Fair Play        |                     |                     |                             |
| Senegal                 |                     |                     |                             |

Fonte:

### Seleção da competição
| Goleiro      | Defensores                                                      | Meias                                          | Atacantes                            |
| ------------ | --------------------------------------------------------------- | ---------------------------------------------- | ------------------------------------ |
| Raïs M'Bolhi | Youssouf Sabaly Kalidou Koulibaly Yassine Meriah Lamine Gassama | Ismaël Bennacer Adlène Guedioura Idrissa Gueye | Sadio Mané Odion Ighalo Riyad Mahrez |

Fonte:

## Estatísticas

### Artilharia
5 gols (1)
- NGR Odion Ighalo

3 gols (4)
- ALG Adam Ounas
- ALG Riyad Mahrez
- COD Cédric Bakambu
- SEN Sadio Mané

2 gols (16)
- RSA Bongani Zungu
- ALG Baghdad Bounedjah
- ALG Youcef Belaïli
- BEN Mickaël Poté
- CMR Stéphane Bahoken
- CIV Jonathan Kodjia
- CIV Wilfried Zaha
- EGY Ahmed Elmohamady
- EGY Mohamed Salah
- GHA Jordan Ayew
- GUI Mohamed Yattara
- MAD Carolus Andriamatsinoro
- MAR Youssef En-Nesyri
- KEN Michael Olunga
- TUN Youssef Msakni
- UGA Emmanuel Okwi

1 gol (49)
- RSA Thembinkosi Lorch
- ANG Djalma Campos
- ALG Islam Slimani
- ALG Sofiane Feghouli
- BEN Moise Adilehou
- CMR Clinton N'Jie
- CMR Yaya Banana
- CIV Max Gradel
- CIV Maxwel Cornet
- CIV Serey Die
- EGY Trézéguet
- GHA André Ayew
- GHA Thomas Partey
- GUI François Kamano
- GUI Sory Kaba
- KEN Johanna Omolo
- MAD Anicet Abel
- MAD Faneva Andriatsima
- MAD Ibrahim Amada
- MAD Lalaïna Nomenjanahary
- MAD Marco Ilaimaharitra
- MLI Abdoulay Diaby
- MLI Adama Traoré I
- MLI Adama Traoré II
- MLI Amadou Haidara
- MLI Diadie Samassékou
- MLI Moussa Marega
- MAR Mbark Boussoufa
- MTN Moctar Sidi El Hacen
- NAM Joslin Kamatuka
- NGR Alex Iwobi
- NGR Kenneth Omeruo
- NGR Samuel Chukwueze
- NGR William Troost-Ekong
- COD Britt Assombalonga
- COD Chancel Mbemba
- COD Jonathan Bolingi
- SEN Idrissa Gueye
- SEN Ismaïla Sarr
- SEN Keita Baldé Diao
- SEN Krépin Diatta
- TAN Mbwana Samatta
- TAN Saimon Msuva
- TUN Ferjani Sassi
- TUN Naïm Sliti
- TUN Taha Khenissi
- TUN Wahbi Khazri
- UGA Patrick Kaddu
- ZIM Khama Billiat

Gols contra (4)
- NAM Itamunua Keimuine (para o Marrocos)
- NGR William Troost-Ekong (para a Argélia)
- TUN Dylan Bronn (para o Senegal)
- TUN Rami Bedoui (para a Gana)

### Resumo por equipe
O resumo por equipe é determinado através da fase em que a seleção alcançou e a sua pontuação, levando em conta os critérios de desempate e os resultados dos jogos. Para estatísticas, partidas decididas na prorrogação são contadas como vitória ou derrota e partidas decididas em disputa por pênaltis são contadas como empate.
| Seleção         | P  | J | V | E | D | GP | GC | SG  |    |   | Progressão       | Grupo |
| --------------- | -- | - | - | - | - | -- | -- | --- | -- | - | ---------------- | ----- |
| Argélia         | 19 | 7 | 6 | 1 | 0 | 13 | 2  | +11 | 14 | 0 | Final            | C     |
| Senegal         | 15 | 7 | 5 | 0 | 2 | 8  | 2  | +6  | 10 | 0 | Final            | C     |
| Nigéria         | 15 | 7 | 5 | 0 | 2 | 9  | 7  | +2  | 6  | 0 | Semifinais       | B     |
| Costa do Marfim | 10 | 5 | 3 | 1 | 1 | 7  | 3  | +4  | 10 | 0 | Quartas de final | D     |
| Marrocos        | 10 | 4 | 3 | 1 | 0 | 4  | 1  | +3  | 3  | 0 | Oitavas de final | D     |
| Egito           | 9  | 4 | 3 | 0 | 1 | 5  | 1  | +4  | 5  | 0 | Oitavas de final | A     |
| Madagascar      | 8  | 5 | 2 | 2 | 1 | 7  | 7  | 0   | 7  | 0 | Quartas de final | B     |
| Mali            | 7  | 4 | 2 | 1 | 1 | 6  | 3  | +3  | 7  | 0 | Oitavas de final | E     |
| Tunísia         | 7  | 7 | 1 | 4 | 2 | 6  | 5  | +1  | 13 | 0 | Semifinais       | E     |
| Gana            | 6  | 4 | 1 | 3 | 0 | 5  | 3  | +2  | 8  | 1 | Oitavas de final | F     |
| África do Sul   | 6  | 5 | 2 | 0 | 3 | 3  | 4  | –1  | 11 | 0 | Quartas de final | D     |
| Camarões        | 5  | 4 | 1 | 2 | 1 | 4  | 3  | +1  | 6  | 0 | Oitavas de final | F     |
| RD Congo        | 4  | 4 | 1 | 1 | 2 | 6  | 6  | 0   | 9  | 0 | Oitavas de final | A     |
| Uganda          | 4  | 4 | 1 | 1 | 2 | 3  | 4  | –1  | 7  | 0 | Oitavas de final | A     |
| Benim           | 4  | 5 | 0 | 4 | 1 | 3  | 4  | –1  | 13 | 2 | Quartas de final | F     |
| Guiné           | 4  | 4 | 1 | 1 | 2 | 4  | 6  | –2  | 5  | 0 | Oitavas de final | B     |
| Quénia          | 3  | 3 | 1 | 0 | 2 | 3  | 7  | –4  | 9  | 1 | Fase de grupos   | C     |
| Angola          | 2  | 3 | 0 | 2 | 1 | 1  | 2  | –1  | 6  | 0 | Fase de grupos   | E     |
| Mauritânia      | 2  | 3 | 0 | 2 | 1 | 1  | 4  | –3  | 7  | 0 | Fase de grupos   | E     |
| Guiné-Bissau    | 1  | 3 | 0 | 1 | 2 | 0  | 4  | –4  | 4  | 0 | Fase de grupos   | F     |
| Zimbabwe        | 1  | 3 | 0 | 1 | 2 | 1  | 6  | –5  | 2  | 0 | Fase de grupos   | A     |
| Burundi         | 0  | 3 | 0 | 0 | 3 | 0  | 4  | –4  | 4  | 1 | Fase de grupos   | B     |
| Namíbia         | 0  | 3 | 0 | 0 | 3 | 1  | 6  | –5  | 5  | 0 | Fase de grupos   | D     |
| Tanzânia        | 0  | 3 | 0 | 0 | 3 | 2  | 8  | –6  | 7  | 0 | Fase de grupos   | C     |

### Classificação final
| Pos.              | Seleção         | Estágio na competição |
| ----------------- | --------------- | --------------------- |
| Medalha de ouro   | Argélia         | Final                 |
| Medalha de prata  | Senegal         | Final                 |
| Medalha de bronze | Nigéria         | Semifinais            |
| 4                 | Tunísia         | Semifinais            |
| 5                 | Costa do Marfim | Quartas de final      |
| 6                 | Madagascar      | Quartas de final      |
| 7                 | África do Sul   | Quartas de final      |
| 8                 | Benim           | Quartas de final      |
| 9                 | Marrocos        | Oitavas de final      |
| 10                | Egito           | Oitavas de final      |
| 11                | Mali            | Oitavas de final      |
| 12                | Gana            | Oitavas de final      |
| 13                | Camarões        | Oitavas de final      |
| 14                | RD Congo        | Oitavas de final      |
| 15                | Uganda          | Oitavas de final      |
| 16                | Guiné           | Oitavas de final      |

| Pos. | Seleção      | Estágio na competição |
| ---- | ------------ | --------------------- |
| 17   | Quénia       | Fase de grupos        |
| 18   | Angola       | Fase de grupos        |
| 19   | Mauritânia   | Fase de grupos        |
| 20   | Guiné-Bissau | Fase de grupos        |
| 21   | Zimbabwe     | Fase de grupos        |
| 22   | Burundi      | Fase de grupos        |
| 23   | Namíbia      | Fase de grupos        |
| 24   | Tanzânia     | Fase de grupos        |